# Boris Abramowitsch Beresowski

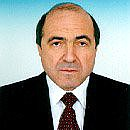
Boris Beresowski

Boris Abramowitsch Beresowski (russisch Борис Абрамович Березовский; * 23. Januar 1946 in Moskau, Russische SFSR, Sowjetunion; † 23. März 2013 in Ascot, England, Vereinigtes Königreich) war ein russischer Unternehmer, Oligarch und Politiker. Wegen Meinungsverschiedenheiten mit seinem ehemaligen Protegé Wladimir Putin emigrierte er nach Großbritannien. Später wurde ihm in Russland Korruption und Geldwäsche vorgeworfen, im Vereinigten Königreich bekam er politisches Asyl. Seine Familie lebt in Israel. Ab 2003 verwendete er den Namen Platon Elenin.

## Leben

### In Russland
Beresowski wurde als Sohn eines jüdisch-russischen Akademikerehepaars in Moskau geboren. Er studierte Elektrotechnik und mathematische Mechanik und schloss sein Studium 1973 an der Lomonossow-Universität Moskau ab. Anschließend absolvierte er am Institut für Steuertechnik der Sowjetischen Akademie der Wissenschaften seine Aspirantur. Seine Habilitation schrieb er 1983 zum Thema Entscheidungstheorie. Seit 1991 war er korrespondierendes Mitglied der Akademie der Wissenschaften.
Nach seinem Studium arbeitete Beresowski bis 1987 an verschiedenen Forschungsinstituten im Bereich Steuerung, Automatisierung und Managementsysteme. Seit 1973 arbeitete er mit dem Automobilkonzern AwtoWAS (Schiguli/Lada) zusammen, für den er in seinem Institut eine Software entwickelt hatte. Mit Beginn der Perestroika in der Sowjetunion stieg er in die Privatwirtschaft ein und gründete gemeinsam mit AwtoWAS die Autohandelsfirma LogoWAS (russisch ЛогоВАЗ). In den Zeiten der Hyperinflation in Russland baute er das größte Autohandelsnetz des Landes auf.
Im Oktober 1993 gründete er zusammen mit einigen AwtoWAS-Managern die Allrussische Automobil-Allianz (russisch Автомобильный всероссийский альянс (AVVA)), mit deren Investorengeldern er wiederum bei der Privatisierung große Anteile von AwtoWAS für sich erwarb. Beresowski verdiente viel Geld mit dem Import von Mercedes-Fahrzeugen nach Russland und als ein Mittelsmann für Autos des AwtoWAS-Konzerns.
Seit 1994 beteiligte sich Beresowski als Hauptaktionär an der Fernsehgesellschaft ORTV, die den größten und flächendeckenden Sender Russlands ORT unterhielt. Im selben Jahr überlebte er in seinem Auto einen Bombenanschlag. Im darauf folgenden Jahr wurden im Zusammenhang mit der Ermordung des populären ORT-Direktors Wladislaw Listjew, der mit Beresowski einen Konflikt über die Sendepolitik von ORT hatte, Ermittlungen gegen Beresowski angestellt, die jedoch eingestellt wurden.
Im Wahlkampf 1996 unterstützte Boris Beresowski – der inzwischen auch über Beteiligungen am Ölkonzern Sibneft und an der Fluggesellschaft Aeroflot verfügte – mit seinem Sender ORT und finanziellen Beiträgen maßgeblich die Wiederwahl von Boris Jelzin zum Präsidenten Russlands. Er initiierte zu diesem Zweck die sogenannte „Sieben-Bankiers-Bande“ („Semibankirschtschina“), einen Zusammenschluss reicher Oligarchen, die mit Geld und „administrativen Maßnahmen“  den in Umfragen bei 4 Prozent  liegenden Jelzin im zweiten Wahlgang noch einmal ins Präsidentenamt bekamen. In der Folge hatte Beresowski während der zweiten Amtszeit des geschwächten Jelzin großen Einfluss auf den Präsidenten. Er war eine der ganz wenigen Personen, die jederzeit Zugang zu ihm hatten, und er war mit Jelzins Tochter Tatjana befreundet. Westliche Medien bezeichneten Beresowski auch als „Graue Eminenz“ hinter Jelzin. Beresowski verklagte das Magazin Forbes, weil es ihn als den Paten („The Godfather“) des Kreml bezeichnete. In einer außergerichtlichen Einigung gab Forbes zu, dass diese Bezeichnung falsch sei, und das Gerichtsverfahren wurde eingestellt.
Jelzin ernannte Beresowski nach dem erfolgreichen Wahlkampf zum Vizepräsidenten des Nationalen Sicherheitsrates. Diese Funktion musste er jedoch wieder aufgeben, als er 1997 in den Verdacht geriet, illegale Bankgeschäfte in Tschetschenien zu tätigen. Ein neues Amt erhielt er 1998 als Exekutivsekretär der Gemeinschaft Unabhängiger Staaten. Auch diesen Posten musste er wieder verlassen, als 1999 die russische Staatsanwaltschaft gegen ihn im „Fall Aeroflot“ wegen illegaler Geschäftstätigkeiten und Geldwäsche ermittelte. Bei der Parlamentswahl 1999 erlangte er aber einen Sitz in der Duma als Abgeordneter der Kaukasus-Republik Karatschai-Tscherkessien und somit politische Immunität.
Während seiner Tätigkeit im Sicherheitsrat der Russischen Föderation wurde Beresowski in den Rang eines Wirklichen Staatsrats 1. Klasse der Russischen Föderation befördert.
Laut eigener Aussage war es Beresowski, der den vermeintlich leicht manipulierbaren Wladimir Putin 1999 ins Amt des Ministerpräsidenten gehievt und somit als Nachfolger für Jelzin installiert hat. Nachdem aber Putin Ende 1999 das Präsidentenamt für den zurückgetretenen Jelzin übernommen hatte, stellten sich für Beresowski Probleme ein – wie für alle Oligarchen, die sich unter Präsident Putin nicht aus der Politik heraushielten. Zu Beresowskis Firmenimperium gehörten inzwischen, nebst ORT, auch drei Tageszeitungen (darunter die Nesawissimaja gaseta und der Kommersant) und der Fernsehkanal TW-6. In Konflikt zu Putin trat Beresowski unter anderem wegen der Reform des Föderationsrats, wegen des Zweiten Tschetschenienkriegs und wegen des ungenügenden Krisenmanagements nach dem Untergang des U-Bootes Kursk im August 2000 zurück. Noch im selben Jahr ging Beresowski ins Exil. Einige seiner Firmenbeteiligungen (darunter die Anteile an ORT, Aeroflot und Sibneft) verkaufte er an Roman Abramowitsch.

### Exil in Großbritannien

Beresowski auf einem Protestplakat während einer Demonstration in Sankt Petersburg 2007. (Aufschrift: „Beresowski, wir sind mit dir“)

In London, wo Beresowski seit November 2000 lebte, erhielt er im September 2003 politisches Asyl. In seinen Flüchtlingspass ließ er den Namen Platon Elenin eintragen. (Als „Platon“ tritt auch der Hauptdarsteller in Pawel Lungins Spielfilm Ein neuer Russe (russisch Олигарх) aus dem Jahr 2002 auf, der von Beresowski handelt.)
Von London aus versuchte Beresowski, Einfluss auf die Innenpolitik Russlands zu nehmen. Er stellte sich nach dessen Verhaftung im Oktober 2003 hinter den Putin-Kritiker und Oligarchen Michail Chodorkowski. Er unterstützte Iwan Rybkin bei der Präsidentschaftswahl 2004.
Im Gegenzug wurde Beresowski in Russland zum Staatsfeind Nummer eins und als solchem machte die russische Regierung unter Präsident Putin den Vorwurf, dass er für den Tod des im November 2006 vergifteten Putin-Gegners Alexander Litwinenko verantwortlich sei. Diesen Vorwurf bestritt Beresowski jedoch. Er hatte Litwinenko unter anderem ein Haus gekauft und ihm geholfen, seine Vorwürfe gegen die russische Regierung zu veröffentlichen. Auch für den Tod der Journalistin Anna Politkowskaja machte die russische Regierung Beresowski verantwortlich.
Beresowski machte seinen Einfluss auch gegen die Putin-treuen Regierungen in ehemaligen Sowjetrepubliken geltend. Im Frühjahr 2003 traf er sich in London auf Vermittlung seines früheren Geschäftspartners Badri Patarkazischwili mit dem georgischen Oppositionspolitiker und späteren Premierminister Surab Schwania. Schwania wiederum vermittelte finanzielle Mittel Beresowskis in die Ukraine, namentlich für den Präsidentschaftskandidaten Wiktor Juschtschenko. Nach dem Wahlsieg Juschtschenkos Ende 2004 spielte Beresowski mit dem Gedanken, nach Kiew zu ziehen, setzte ihn aber nicht um, weil er unter Umständen nach Russland hätte ausgeliefert werden können.
Im Juni 2006 rief Beresowski zum Sturz der Regierung Putin auf. Damit handelte er sich eine Rüge des damaligen britischen Außenministers Jack Straw ein. Dennoch rief Beresowski im April 2007 in einem Interview mit dem Guardian erneut zu einem gewaltsamen Umsturz der russischen Regierung auf. Diese Aussagen relativierte er selbigentags mit einer Erklärung, er unterstütze keine blutigen Methoden, obwohl Veränderungen auf demokratische Weise nicht zu erreichen seien.

### Vorwürfe der Justiz
In Russland wurde Beresowski ab 2001 per Haftbefehl gesucht. Er soll bei seinen Finanztransaktionen mit Lada zum Nachteil der Investoren 2033 Autos im Wert von 13 Millionen US-Dollar unterschlagen haben. Eine entsprechende Anklage gegen Beresowski und seinen Geschäftspartner Badri Patarkazischwili wurde im September 2002 erhoben.
In der Schweiz hatte die Bundesanwaltschaft im November 2003 Ermittlungen gegen Beresowski aufgenommen nach dem Vorwurf der Geldwäsche. Beresowski warf dem Bundesanwalt vor, er lasse sich in russische Verfahren mit politischem Hintergrund einspannen. Das Verfahren wurde 2010 eingestellt, da sich keine illegale Herkunft von Geldern hätte nachweisen lassen.
2004 wurde Beresowski mit dem Mord am US-amerikanischen Journalisten Paul Klebnikov in Verbindung gebracht. Klebnikov hatte Bücher über die Macht der Oligarchen, im Speziellen über Beresowski und die Geldgeber des Ersten Tschetschenienkrieges, publiziert.
Im April 2007 erhob die russische Generalstaatsanwalt Anklage gegen Beresowski wegen illegaler Aneignung von 214 Millionen Rubel (6,2 Millionen Euro) der Fluggesellschaft Aeroflot Anfang der 1990er Jahre. In dem Verfahren galt der Milliardär bis dahin nur als Helfershelfer.
In São Paulo, Brasilien, wurde gegen Beresowski wegen mutmaßlicher Verwicklung in einen Geldwäscheskandal im Zusammenhang mit dem SC Corinthians ermittelt. Diesbezüglich erließ ein brasilianisches Gericht im Juli 2007 einen Haftbefehl.
Im August 2007 erging von einem Moskauer Gericht ein weiterer Haftbefehl. Beresowski habe sich 1997 bei der russischen Bank SBS-Agro einen Kredit über umgerechnet 9,4 Millionen Euro zum Kauf eines Hauses an der Côte d’Azur erschlichen.

### Letzte Lebensmonate und Tod
2012 verklagte er den russischen Oligarchen Roman Abramowitsch, weil er sich von ihm dazu gedrängt gefühlt habe, seine Anteile an der Ölfirma Sibneft weit unter ihrem eigentlichen Wert zu verkaufen. Diese Klage wurde vom Gericht als unbegründet abgewiesen, und Beresowski musste hohe Gerichtskosten zahlen. Nach Angaben der BBC fühlte sich Beresowski nach dieser Gerichtsentscheidung „niedergeschlagen“ und schloss sein Büro in London. Die Scheidung von seiner langjährigen Ehefrau führte zu einer Zahlung von 100 Millionen britischen Pfund. Anfang 2013 verklagte ihn seine Ex-Freundin Jelena Gorbunowa auch noch auf mehrere Millionen britische Pfund Schadensersatz aus dem Verkauf eines Hauses in Surrey. Die Zeitung The Times berichtete am 18. März 2013, er sei gezwungen gewesen, ein Lenin-Bild des Malers Andy Warhol zum Verkauf anzubieten.
Am 23. März 2013 wurde Beresowski von einem Angestellten tot im Bad seines Hauses in Ascot gefunden. Daraufhin untersuchte die britische Polizei, ob radioaktive, chemische oder biologische Substanzen eingesetzt wurden, um ihn zu töten, da bereits in den 1990er Jahren mehrere Attentate auf ihn unternommen worden waren und der Dosimeter eines Sanitäters im Haus angeschlagen hatte. Nach der Nachricht von seinem Tod veröffentlichte das Magazin Forbes ein Interview mit Beresowski, das er am Vorabend seines Todes gegeben hatte und in dem er sagte, er wolle nach Russland zurückkehren. Beresowski hatte gesagt, er halte Präsident Putin für fähig, jeden zu töten, den er als Feind sieht, und er sah sich selbst als potentielles Opfer eines solchen Anschlages. Beresowski lebte deswegen in einem Haus – es hatte einmal dem britischen Moderator Chris Evans gehört –, das mit schusssicherem Glas und weiterer Sicherheitstechnik ausgestattet war.
Die vorläufigen Untersuchungen der britischen Polizei und die Ergebnisse der Obduktion zur Todesursache wurden als Tod durch Erhängen gedeutet, Spuren eines Kampfes wurden nicht gefunden. Infolge einer gerichtlichen Untersuchung und rechtsmedizinischer Abklärungen gelangte ein Coroner im März 2014 zum Schluss, es sei nicht zweifelsfrei festzustellen, ob es sich um Selbstmord oder um ein Tötungsdelikt handele, einem nach britischem Recht so genannten „open verdict“, welches die Todesursache explizit nicht feststellt und so einen Verdacht bestehen lässt.
Der deutsche Rechtsmediziner Bernd Brinkmann, der als Gutachter im Auftrag der Tochter Jelisaweta Beresowskaja vor dem Untersuchungsgericht in Berkshire aussagte, zweifelte die Version „Tod durch Erhängen“ an. Fotos und Obduktionsberichte führten ihn zu dem Schluss, dass Beresowski erdrosselt wurde, denn die Strangulationsmarkierung verlief waagerecht um Hals und Nacken und sei mit einer Aufhängung nicht vereinbar. Bei einem Selbstmord durch Erhängen hätte sie zum Nacken hin steil ansteigen müssen, und das tiefrote Gesicht von Beresowski sei etwas, das er bei einem Selbstmord durch Hängen nie zuvor gesehen habe.
Nach dem Tod Beresowskis erhob die russische Justiz Ansprüche auf das Vermögen des Verstorbenen, der sich Reichtümer illegal angeeignet haben soll und mehrfach in Russland in Abwesenheit verurteilt wurde.

### Privatleben
Beresowski war zweimal verheiratet. Mit Nina Korotkowa war er von 1970 bis 1991 verheiratet und hatte zwei Kinder. Nach der Scheidung heiratete er Galina Bescharowa. Die Ehe wurde 2010 geschieden. Diese Scheidung vor einem englischen Gericht, wobei die ehemalige Ehefrau mehr als 100 Millionen Pfund zugesprochen bekam, war das bis dahin teuerste Scheidungsurteil der englischen Prozessgeschichte. Mit Bescharowa hatte Beresowski zwei gemeinsame Kinder. Mit Jelena Gorbunowa lebte Beresowski bereits seit 1992 zusammen. Die Trennung erfolgte 2012 nach 20-jähriger Partnerschaft. Er hatte auch mit Gorbunowa zwei gemeinsame Kinder.

### Logowaz-Triumph-Stiftung
1992 gründete Beresowski die gemeinnützige Triumph-Logowaz-Stiftung. Die Stiftung vergab von 1992 bis 2010 jährlich fünf mit Preisgeldern dotierte Auszeichnungen an russische Schriftsteller, Musiker und Künstler für besondere kulturelle Leistungen. Die Triumph-Vergabe fand im Puschkin-Museum statt.

### Posthumes
Am 12. März 2018 wurde in London der 68 Jahre alte Nikolai Gluschkow tot aufgefunden, ein früherer Geschäftspartner von Boris Beresowski, der eine wichtige Rolle bei dessen Geschäften mit AwtoWAS und als stellvertretender Generaldirektor der staatlichen Fluggesellschaft Aeroflot gespielt hatte. Die Polizei geht von einem Tötungsdelikt aus, konnte jedoch keinen Täter ermitteln.

## Fernsehen
- Alexander Gentelev: Die Oligarchen – Aufstieg und Fall einer russischen Elite. Fernsehdokumentation (TVP1/Arte/Télé Europe et al.), 2005
- Patrick Forbes: Russlands Paten (Beresowski, Chodorkovski). Fernsehdokumentation (BBC), 2006